# Palais Helfert

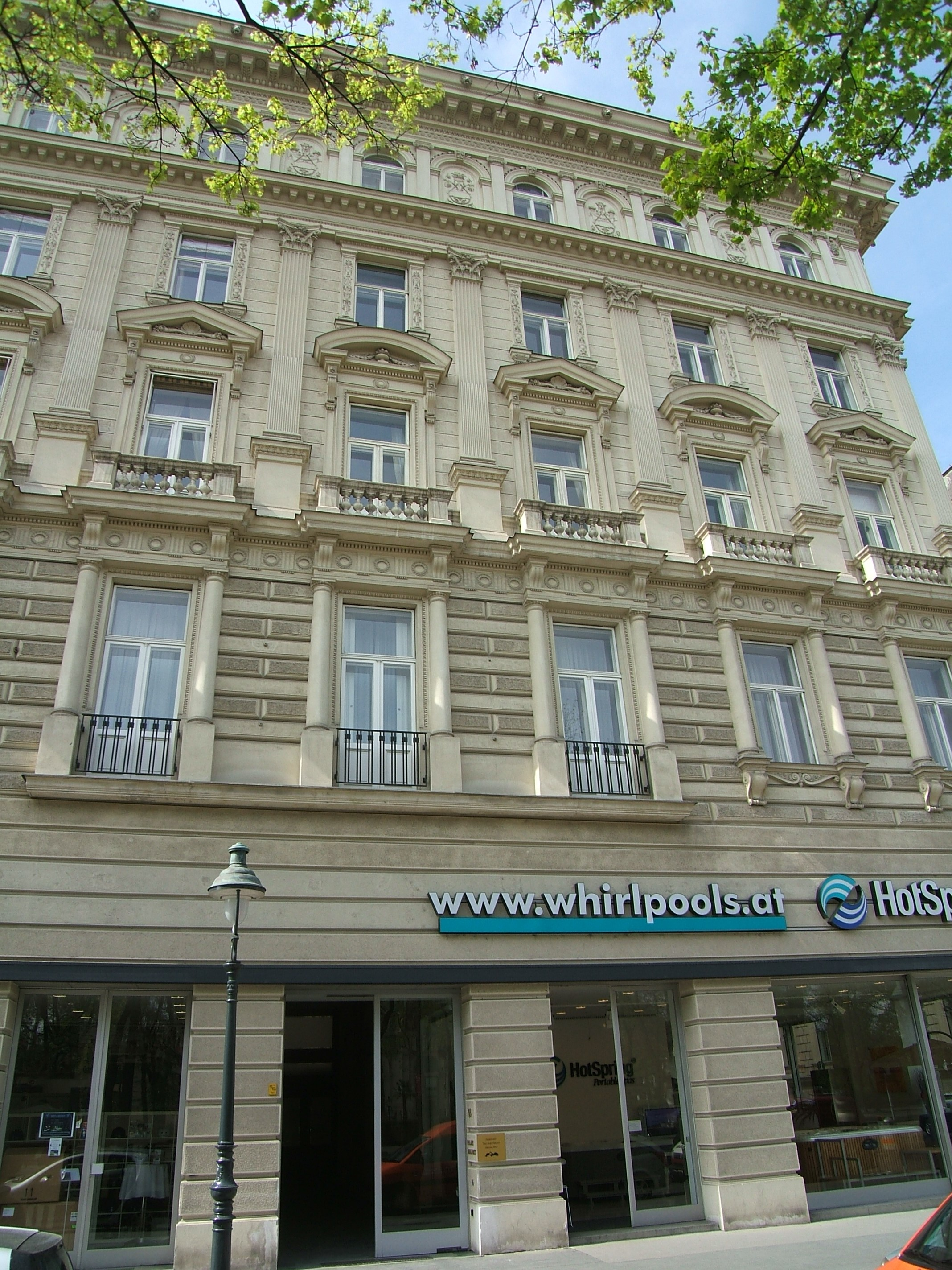
Palais Helfert

Das Palais Helfert befindet sich im 1. Wiener Gemeindebezirk Innere Stadt, Parkring 18.

## Geschichte
Baron Joseph Alexander Freiherr von Helfert ließ das Eckpalais von Ludwig Tischler in den Jahren 1871 bis 1873 im Stil der Neu-Wiener Renaissance erbauen. Bei der Umgestaltung in ein Büro- und Wohnhaus wurde das Säulenportal und der darüber liegende Balkon abgerissen und dadurch der Charakter des Palais wesentlich verändert.

## Beschreibung
Die genutete und teilweise rustizierte Fassade besitzt im ersten Stock Ädikulafenster mit halbrunden toskanischen Säulen. Die Fenster des darüber liegenden Stockwerkes haben alternierende Dreiecksgiebel- und Segmentgiebelverdachung sowie Balkone. Das zweite und dritte Geschoß ist durch korinthische Riesenpilaster zusammengefasst. Das Attikageschoß ist durch ein Gurtgesims optisch getrennt und es dominiert der Rundbogen, wobei sich Fenster und Nischen mit Dekorationselementen abwechseln, jeweils durch ionische Pilaster getrennt. Von der Innenausstattung haben sich durch die Umbauten nur wenige Reste erhalten und die sind teilweise durch abgehängte Decken verdeckt, wie etwa die Prunkdecke im Marmorsaal. In den Türfüllungen des ehemaligen Speisesaales, sie stammen aus 1874, sind mythologische Figuren mit Speisen abgebildet.